# 施密特半島 (特里尼蒂半島)
63°19′S 57°54′W / 63.317°S 57.900°W

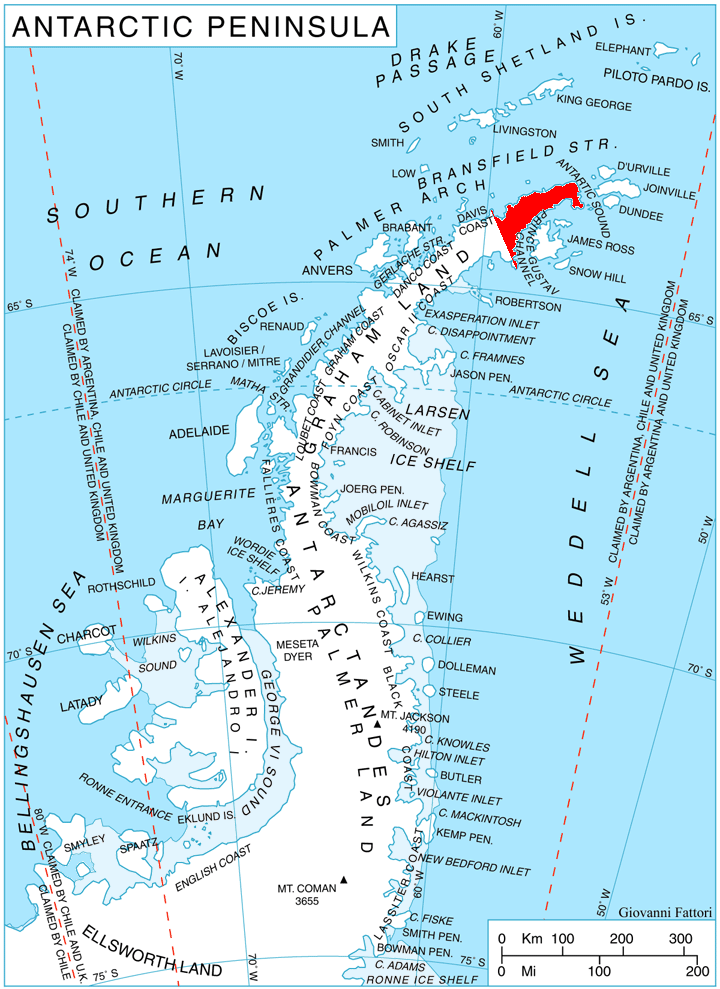

施密特半島是南極洲的半島，位於葛拉漢地的特里尼蒂半島，其西端是巴哈蒙德角，以智利的陸軍命名，現時由南極條約體系管理。

## 外部連結
- Trinity Peninsula. Scale 1:250000 topographic map.  Institut für Angewandte Geodäsie and British Antarctic Survey, 1996.